# 麥肯齊點 (阿拉斯加州)
麥肯齊點（英語：Point MacKenzie）是位於美國阿拉斯加州馬塔努斯卡-蘇西特納自治市鎮的一個非建制地區和人口普查指定地區。根據2010年美國人口普查，該地人口為529人，而該地的面積約為389.30平方千米。

## 地理
麥肯齊點的座標為61°22′30″N 149°54′45″W / 61.37500°N 149.91250°W，而該地的平均海拔高度為65米（即213英尺）。

## 建築
該地區有阿拉斯加州為數不多的農地，以及鵝溪監獄。